# Guy Sansaricq
Pierre Marie Guy Sansaricq (ur. 6 października 1934 w Jérémie na Haiti, zm. 21 sierpnia 2021) – amerykański duchowny katolicki pochodzenia haitańskiego, biskup pomocniczy diecezji Brooklyn w latach 2006-2010.

## Życiorys
Święcenia kapłańskie otrzymał w dniu 29 czerwca 1960. Początkowo pracował w haitańskiej diecezji Les Cayes. W 1961 rozpoczął pracę jako duszpasterz swoich rodaków na Bahamach. W 1971 wyjechał do Brooklynu i został proboszczem parafii Najśw. Serca Pana Jezusa. W roku 1991 inkardynowany do diecezji Brooklyn. Dwa lata później objął probostwo w Flatbush. Od 1987 odpowiadał także za duszpasterstwo wiernych pochodzenia haitańskiego.
6 czerwca 2006 mianowany biskupem pomocniczym Brooklynu ze stolicą tytularną Glenndálocha. Sakry udzielił mu bp Nicholas DiMarzio. Na emeryturę przeszedł 6 października 2010 roku.